# Wiktor Olijnyk
Wiktor Borysowycz Olijnyk, ukr. Віктор Борисович Олійник, ros. Виктор Борисович Олейник, Wiktor Borisowicz Olejnik (ur. 30 sierpnia 1960 w miasteczku Kelmieńce, w obwodzie czerniowieckim, Ukraińska SRR) – ukraiński piłkarz, grający na pozycji pomocnika lub napastnika, trener piłkarski.

## Kariera piłkarska
W 1981 rozpoczął karierę piłkarską w klubie Frunzeneć Sumy. Pierwszy trener O.H. Putiewski. Przed sezonem w 1982 roku dołączył do Bukowyny Czerniowce, z którą w tym samym roku wygrał ukraińską strefę drugiej ligi. Od 1985 do 1986 grał w pierwszoligowym Metałurhu Zaporoże, chociaż miał ofertę od wyższoligowego Metalista Charków. W 1987 powrócił do Bukowyny, a w następnym sezonie został najlepszym strzelcem zespołu (24 goli) i pomógł klubowi wygrać ukraińską strefę drugiej ligi, ale w turnieju finałowym nie dostał się do pierwszej ligi. Następnie Bukowyna Czerniowce ze znanym trenerem Juchymem Szkolnykowym zajęła 2. miejsce w ukraińskiej strefie. Przed rozpoczęciem sezonu 1990 skutecznym strzelcem zainteresowali się drugoligowe Karpaty Lwów, ale ze względu na sytuację rodzinną (w Czerniowcach rósł jego 2-letni syn, przyszły piłkarz Denys) rozegrał w lwowskiej drużynie tylko 5 gier. Potem występował w zagranicznych klubach - w polskiej Cracoviy i bułgarskim FK Chaskowo. Przed i po graniem w nich wracał ciągle do Bukowyny. Latem 1994 przeszedł do klubu Zirka-NIBAS Kirowohrad, a po roku ponownie wyjechał za granicę, tym razem do mołdawskiego Nistru Otaci. Na początku 1996 po raz kolejny wrócił do Bukowyny Czerniowce, w której zakończył karierę piłkarza w roku 1999.

## Kariera trenerska
Po zakończeniu kariery piłkarza rozpoczął pracę szkoleniowca. Najpierw pracował w sztabie szkoleniowym klubu Bukowyna Czerniowce jako asystent trenera, a 2010 do 15 października 2013 obejmował stanowisko dyrektora sportowego. Obecnie pracuje jako dyrektor generalny klubu.

## Sukcesy i odznaczenia

### Sukcesy piłkarskie
Bukowyna Czerniowce
- mistrz Ukraińskiej SRR: 1982, 1988
- wicemistrz Ukraińskiej SRR: 1989

### Sukcesy indywidualne
- król strzelców Bukowyny Czerniowce: 24 goli (1988)